# Kádiríja
Kádiríja (arabsky: القادريه, persky: قادریه) je súfijský řád pojmenovaný po Abdalqádirovi al-Džíláním z Gílánu.
Kádiríja byla založena Abdalqádirovými syny. Přežila plenění Bagdádu Mongoly roku 1258. Poté se rychle šířila do arabsky mluvících zemí.
Hlavní řádovou autoritou je kurátor Abdalqádirovy hrobky v Bagdádu, jemuž věřící posílají dary. Centralizace je ale spíše symbolická, což je patrné z rozmanitosti používaných symbolů a praktik. V Turecku se symbolem kádiríje stala zelená růže.